# Johann Heiser
Johann Heiser (22. listopadu 1870 Abertamy – 2. prosince 1933 Žatec) byl rakouský a český pedagog a politik německé národnosti, na počátku 20. století poslanec Českého zemského sněmu, v meziválečném období náměstek starosty Žatce.

## Biografie
Profesí byl pedagogem. Byl aktivní i ve veřejném a politickém životě. Působil v německých spolcích, zasedal ve vedení spolku Bund der Deutschen in Böhmen a předsedal jeho okresní organizaci v Žatci.
Na počátku století se zapojil i do zemské politiky. Ve volbách v roce 1901 byl zvolen do Českého zemského sněmu v kurii městské (volební obvod Žatec). Politicky patřil k Německé radikální straně.Sněm se ovšem kvůli vzájemným obstrukcím Čechů a Němců fakticky nescházel.
Členem žateckého obecního zastupitelstva byl od roku 1909. V letech 1919–1931 zastával funkci člena městské rady a náměstka starosty Žatce za Německou nacionální stranu.
Zemřel v prosinci 1933. Příčinou smrti byl zápal plic.